# Hohn (Lohmar)
Hohn ist ein Weiler, der zur Stadt Lohmar im Rhein-Sieg-Kreis in Nordrhein-Westfalen gehört.

## Geographie
Hohn liegt mittig im Norden des Stadtgebiets von Lohmar. Umliegende Ortschaften und Weiler sind Katharinenbach und Schönenberg im Nordwesten, Klefhaus im Nordosten, Höffen und Kattwinkel im Osten, Mailahn im Südosten, Weeg im Süden, Münchhof im Südwesten, Emmersbach im Westen und Wahlscheid im Nordwesten.
In Hohn fließen zwei Quellflüsse zusammen und bilden den Hohner Bach, der als orographisch linker Nebenfluss in die Agger mündet.
Hohn ist von Nordwest bis Nordost von großen, landwirtschaftlich genutzten Wiesenflächen umgeben. Im südlichen Bereich ist Hohn von Wäldern umsäumt.

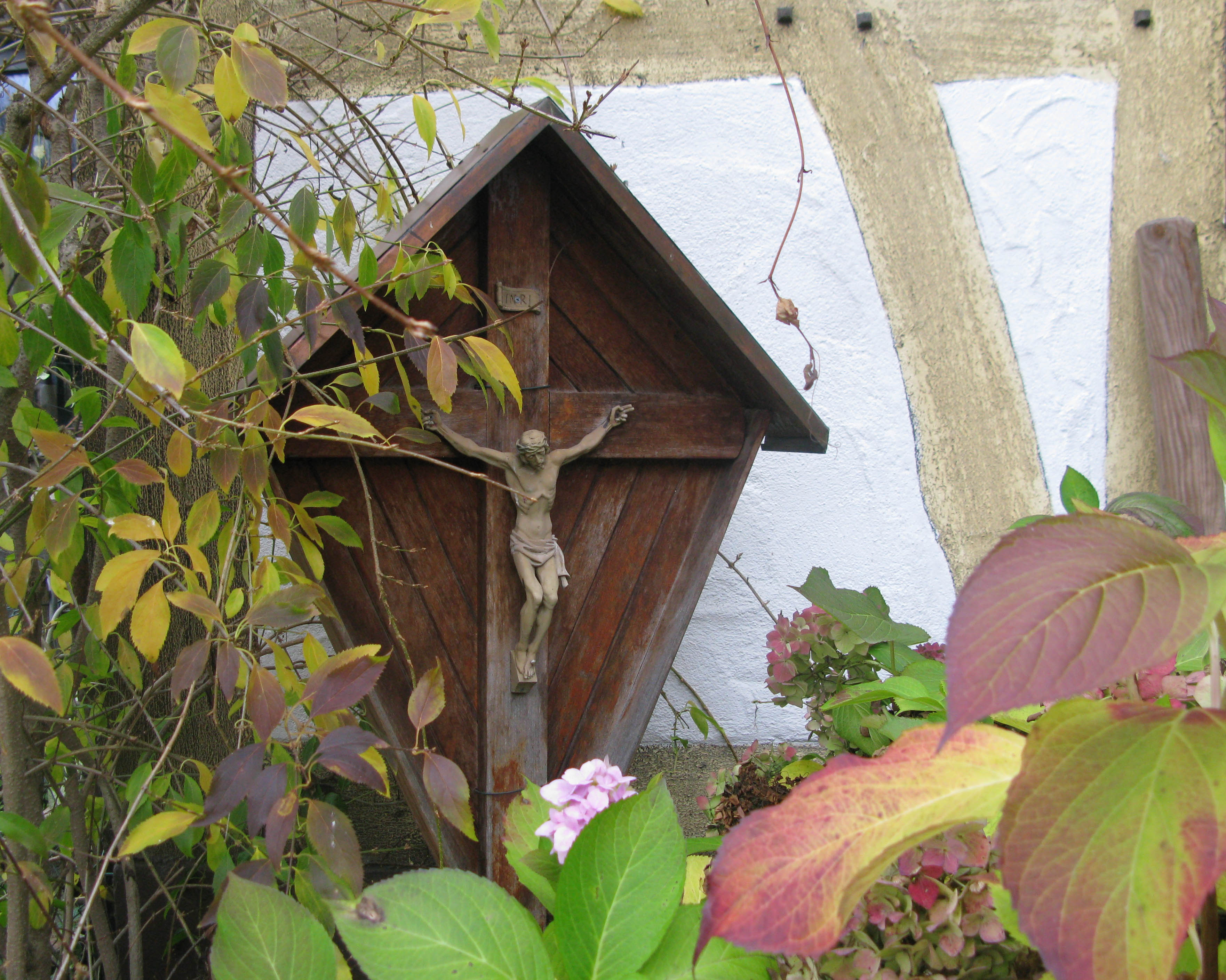
Hölzernes Wegekreuz in Lohmar – Hohn

## Geschichte
Im Jahre 1885 hatte Hohn 24 Einwohner in sechs Häusern.
Nach einem Adressbuch aus dem Jahre 1901 zählte der Ort Hohn sechs Ackerer und einen Schneider.
Bis 1969 gehörte Hohn zu der bis dahin eigenständigen Gemeinde Wahlscheid.

## Brauchtum
Traditionell nehmen die Einwohner aus Hohn an der Wahlscheider Kirmes teil.

## Sehenswürdigkeiten
Am Fachwerkhaus Nummer sieben (Position N50° 53.094' E7° 16.003') in Hohn steht ein hölzernes Wegekreuz.

## Verkehr
Die Kreisstraße 34 liegt nahe zu Hohn. Busverkehr erfolgt nicht, aber das Anruf-Sammeltaxi (AST) hat als Ergänzung zum ÖPNV eine Haltestelle in Hohn. Hohn gehört zum Tarifgebiet des VRS.

## Wanderwege
Der Rundwanderweg A3 des Sauerländischen Gebirgsvereins ab Wahlscheid Pompeyplatz führt durch Hohn.